# 郑海洋
郑海洋（1970年4月—），男，汉族，江苏盐城人，中华人民共和国政治人物。现任河南省人民政府副省长、党组成员，河南省公安厅厅长、党委书记、督察长（兼），中共河南省委政法委副书记（兼）。

## 简历
1992年毕业于中国人民警官大学中文系汉语言文学专业，后进入北京首都国际机场公安分局首都机场派出所工作；
2014年4月，任北京首都国际机场公安分局局长；
2016年9月，任海淀区副区长，海淀分局局长；
2018年6月，任北京市公安局党委委员、政治部主任；
2019年12月，任公安部十局（铁路公安局）局长、党委书记；
2023年1月，任中共河南省委政法委副书记、河南省人民政府副省长、省公安厅厅长。